# Кристиан Доплер
Кристиан Андреас Доплер (на немски: Christian Andreas Doppler) е австрийски математик и физик. Известен е най-вече с изследванията си за промяната на честотата на вълните при преместване на източника спрямо неподвижен наблюдател – Доплеров ефект.

## Биография
Кристиан Доплер е роден в Залцбург, Австрия в семейството на каменоделец. Завършва гимназия, след което учи астрономия и математика във Виена и Залцбург. През 1841 г. започва работа в Пражката политехника (днес Чешки технически университет, но тогава в рамките на Австрийската империя), където е назначен за професор по физика и астрономия.
Само година след назначаването си Доплер публикува най-важния си труд „Über das farbige Licht der Doppelsterne und einiger anderer Gestirne des Himmels“ (За цвета на светлината на двойните звезди и някои други звезди на небето). В този труд Доплер постулира своя закон, станал по-късно известен като Доплеров ефект, според който честотата на светлинна вълна зависи от относителната скорост на източника на тази вълна и наблюдателя. Самият Доплер се опитва да обясни чрез този ефект цвета на някои двойни звезди. Доплеровият ефект за звукови вълни е бил експериментално проверен през 1845 г. от Балот. За времето, прекарано в Прага, публикува над 50 статии по математика, физика и астрономия. През 1847 г. напуска Прага и бива назначен за професор в Минната академия в Шемниц (днес Банска Шемница, Словакия), а през 1849 г. отива във Виена.
Научната дейност на Доплер в Прага е за кратко прекъсната от революционните събития от 1848 г. (известни като Пролет на народите), което го принудило да се премести във Виена, и през 1850 г. е назначен за ръководител на Института по експериментална физика на Виенския университет. По това време Доплер и Франц Унгер оказват силно влияние върху младия студент от Виенския университет Грегор Мендел, днес известен като „баща на генетиката“.
Доплер умира във Венеция на 17 март 1853 г. на 49-годишна възраст от белодробно заболяване. Гробът му, открит от д-р Петер М. Шустер, е на гробището Сан Микеле във Венеция.

## Произведения
- Über das farbige Licht der Doppelsterne und einiger anderer Gestirne des Himmels. Abhandlungen der Böhmischen Gesellschaft der Wissenschaften, Reihe 5, Band 2, 1842, S. 465, и като отделен отпечатък, Prag 1842.
  - von Doppler auf die Bewegung von Beobachter und Quelle erweitert in Annalen der Physik und Chemie, Band 68, 1846, S. 1–35
- Über das farbige Licht der Doppelsterne und einiger anderer Gestirne des Himmels. (Neu herausgegeben von František Josef Studnička, Prag 1903).
- Über eine wesentliche Verbesserung der katoptrischen Mikroskope. Borrosch & André, Prag 1845.